# Narodna skupština Republike Srpske
Narodna skupština Republike Srpske je nositeljica zakonodavne vlasti u Republici Srpskoj, jednom od dva entiteta Bosne i Hercegovine.
Zbog unitarnog uređenja Republike Srpske, njezina Narodna skupština je jednodomna. Zakonodavnu vlast, uz Narodnu skupštinu, vrši i Vijeće naroda koje predstavlja intervenirajući čimbenik prilikom odlučivanja o vitalnom nacionalnom interesu.

## Zastupnici
Narodna skupština Republike Srpske ima 83 zastupnika. Zastupnici u Narodnoj skupštini biraju se neposredno i tajnim glasovanjem, sukladno Izbornom zakonu BiH, kojim su utvrđene i izborne jedinice te sustav podjele mandata kojima se osigurava da sve općine budu na odgovarajući način zastupljene u Narodnoj skupštini. Mandat zastupnika u Narodnoj skupštini traje četiri godine. Sukladno Ustavu Republike Srpske, na prijedlog najmanje 30 zastupnika Narodna skupština može dvotrećinskom većinom glasova od ukupnog broja zastupnika skratiti mandat. Narodna skupština to ne može učiniti jedino u slučaju i za vrijeme ratnog stanja i neposredne ratne opoasnosti, kada joj se po sili Ustava produžuje mandat dok takvo stanje traje.
Narodna skupština može biti i raspuštena. Predsjednik Republike Srpske može, nakon što sasluša mišljenje predsjednika Vlade Republike Srpske i predsjednika Narodne skupštine, odlučiti da Narodna skupština bude raspuštena. U oba slučaja, bilo da Narodna skupština skrati svoj mandat ili bude raspuštena, prijevremeni izbori za novu Narodnu skupštinu moraju se održati u roku od 60 dana. Izbore raspisuje predsjednik Republike.
Najmanje četiri zastupnika iz svakog od konstitutivnih naroda moraju biti članovi Narodne skupštine. Ni jedan zastupnik u Narodnoj skupštini ne može biti izaslanik u Vijeću naroda. Sastav Vijeća naroda je paritetan, tako da svaki konstitutivni narod ima isti broj zastupnika. Vijeće naroda ima po osam zastupnika iz svakog konstitutivnog naroda i četiri zastupnika iz reda ostalih, koji imaju pravo ravnopravno sudjelovati u postupku većinskog glasovanja. Članove Vijeća naroda bira odgovarajući klub zastupnika u Narodnoj skupštini. U slučaju da broj članova jednog kluba izaslanika u Vijeću naroda bude veći od broja zastupnika u odgovarajućem klubu u Narodnoj skupštini, dodatni broj izaslanika bira klub koji se obrazuje u tu svrhu iz reda odbornika u skupštinama općina u Republici Srpskoj. Mandat zastupnika u Vijeću naroda također traje četiri godine. Skraćivanjem mandata Narodne skupštine ili njezinim raspuštanjem, prestaje i mandat Vijeća naroda.

### Trenutačni sastav
Predsjednik Narodne skupštine Republike Srpske je Nenad Stevandić iz Ujedinjene Srpske. Narodna skupština Republike Srpske ima tri potpredsjednika. Trenutno na toj dužnosti su Mirsad Duratović, Anja Ljubojević i Petko Rankić.
U trenutačni deseti saziv izabrani su zastupnici sa sedam izbornih lista. Parlamentarnu većinu trenutno čine sljedeći klubovi zastupnika:
- Savez nezavisnih socijaldemokrata (SNSD) – 29 zastupnika
- Srpska demokratska stranka (SDS) – 13 zastupnika
- Partija demokratskog progresa – 8 zastupnika
- Demokratski savez (DEMOS) – 5 zastupnika
- Socijalistička partija – Narodni demokratski pokret (SP – NDP) – 5 zastupnika
- Pokret za državu – 5 zastupnika
- Demokratski narodni savez (DNS) – 4 poslanika
- Ujedinjena Srpska (US) – 4 zastupnika
- Za pravdu i red  – 4 zastupnika

## Radna tijela
Radna tijela Narodne skupštine Republike Srpske su: Povjerenstvo za izbor i imenovanje; Upravno povjerenstvo; Odbor za financije i proračun; Zakonodavni odbor; Odbor za politički sustav, pravosuđe i upravu; Odbor za predstavke, prijedloge i društveni nadzor; Odbor jednakih mogućnosti; Odbor za zaštitu životne sredine; Odbor za ustavna pitanja; Odbor za praćenje stanja u oblasti mirovinsko-invalidskog osiguranja; Odbor za braniteljsko-invalidsku zaštitu; Odbor za obrazovanje, znanost, kulturu i informiranje; Odbor za zdravstvo, rad i socijalnu politiku; Odbor za pitanja djece, mladih i športa; Odbor za poljoprivredu, šumarstvo i vodoprivredu; Odbor za europske integracije i regionalnu suradnju; Odbor za reviziju; Odbor za trgovinu i turizam; Odbor za gospodarstvo; Odbor za lokalnu samoupravu; Anketni odbor; te Vijeće nacionalnih manjina Republike Srpske.

## Poveznice
- Parlamentarna skupština Bosne i Hercegovine
- Parlament Federacije Bosne i Hercegovine